# Сойка чорногорла
Сойка чорногорла (Calocitta colliei) — вид горобцеподібних птахів родини воронових (Corvidae). Поширений у Північній Америці.

## Назва
Вид названо на честь шотландського натураліста Александера Коллі (1793—1835).

## Поширення
Ендемік Мексики. Поширений на заході країни від півдня Сонори до півдня Халіско. Мешкає у напівпосушливих та посушливих територіях з чагарниковим покривом, з наявністю розрізнених лісистих масивів.

## Опис
Великий, але тендітний птах, оснащений міцним і не дуже довгим конічним дзьобом, випрямленим пучком довгих пір'я (до 8 см) на маківці, гострими і пальчастими крилами, сильними ногами і дуже довгим хвостом (удвічі більше тіла). Сягає 58-74 см завдовжки (з яких до двох третин припадає на хвіст). Важить 225—251 г.

## Спосіб життя
Трапляється поодинці або парами, найчастіше невеликими сімейними групами з незрілими дитинчатами. Всеїдний птах. Раціон складають ягоди, фрукти, комахи та інші дрібні безхребетні. Поживу шукає серед кущів, дерев або (хоча дуже рідко) на землі.
Це моногамні птахи, які розмножуються навесні (березень-червень), з піком відкладання яєць у квітні. Гніздо має досить об'ємну чашоподібну форму, і будується обома партнерами в чагарнику або колючому дереві з гілок і рослинних волокон, і вистелене зсередини м'яким матеріалом. Насиджує самиця, а смець в цей час охороняє гніздо та підгодовує самицю. Інкубація триває двадцять днів.